# Logfas
Logfas, även betecknad som Logaritmisk tillväxtfas är den andra av de faser som organismer eller organismgrupper genomgår under sin levnad (lag-, log-, stationär- respektive avdödningsfas). Under logfasen befinner sig organismerna i exponentiell, dvs. logaritmisk tillväxt tills någon tillväxtbegränsande faktor inträder och tillväxten övergår i stationärfas. Enklast studeras tillväxtfaserna hos mikroorganismer som bakterier, då de har kortast generationstid. En del bakteriarter har under optimala tillväxtbetingelser en generationstid på mindre än 20 minuter medan exempelvis människan har en generationstid på 20-30 år.